# الهيئة البحرية النيوزيلندية
الهيئة البحرية النيوزيلندية (بالإنجليزية: Maritime New Zealand) هي هيئة حكومية في نيوزيلندا تتولّى تنظيم السلامة البحرية وحماية منظومة النقل والبيئة البحريتين داخل البلاد.

## التاريخ
أُنشئ عام 1862 «مجلس الشؤون البحرية»، وكان يتبع إداريًا دائرة الجمارك حتى أواخر القرن التاسع عشر؛ ثم أُعيد تنظيمه باسم «دائرة البحرية». وفي عام 1907 اشترت الدائرة السفينة الحربية «سبارو» (HMS Sparrow)، وحُوِّلت إلى سفينة تدريب وأُعيدت تسميتها «أموكورا» (NZS Amokura). وخلال أربعة عشر عامًا، تدرّب على متن «أموكورا» 527 فتىً؛ التحق 25 منهم بالخدمة البحرية، واتجه معظم الباقين إلى الأسطول التجاري.
دُمجت «دائرة البحرية» بوزارة النقل عام 1972. وفي 1993 أُنشئت هيئة عامة للسلامة البحرية، وفي يوليو 2005 اتخذت اسمها الحالي "الهيئة البحرية النيوزيلندية".

## الإدارة والتنظيم
اعتبارًا من عام 2017 بلغ عدد موظفي الهيئة نحو 190 موظفًا. وتُدار بواسطة مجلسٍ مكون من خمسة أعضاء يعيّنهم الوزير المسؤول (وزير النقل) بموجب «قانون النقل البحري لسنة 1994».

## المهام والاختصاصات

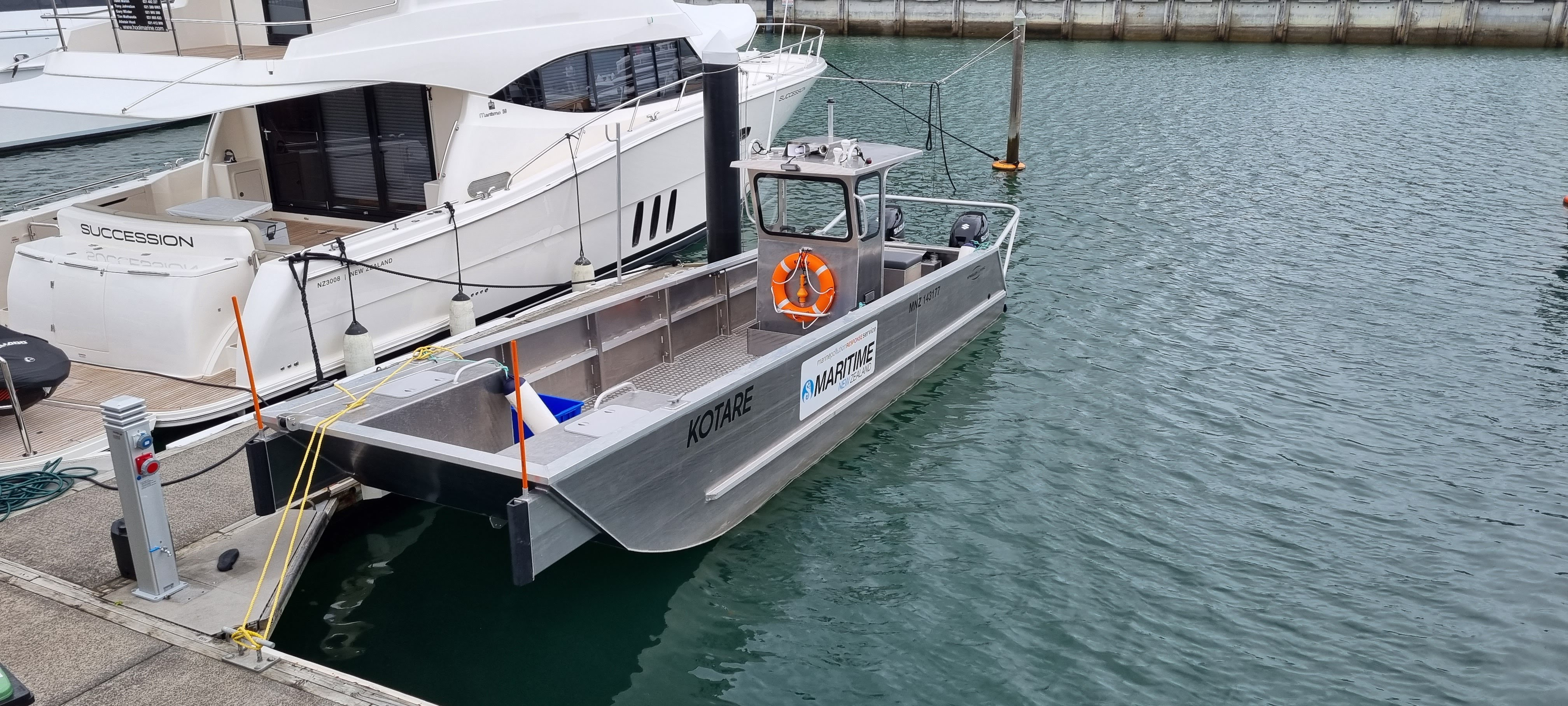
«كوتاري» (Kōtare)، إحدى سفن الاستجابة للتسرّبات النفطية

تشغّل الهيئة «خدمة الاستجابة للتلوث البحري» عبر شبكةٍ تقارب 20 مستودعًا وأُسطولٍ صغيرٍ من القوارب القابلة للجر للتعامل مع التسرّبات النفطية وحوادث التلوّث البحري. وتتولّى أيضًا تشغيل وصيانة المنارات على امتداد السواحل النيوزيلندية، كما تُصدر الإرشادات واللوائح الخاصة بشهادات البحّارة ضمن نظام «سي-سيرت» (SeaCert).